# 8-dronningeproblemet
For at løse 8-dronningeproblemet skal man anbringe 8 dronninger på et 8 × 8 skakbræt således at ingen dronninger kan slå hinanden.
Da der højst kan stå en dronning på hver vandret eller lodret linje, er det klart, at man ikke kan anbringe flere end 8 dronninger på brættet.
Der findes i alt 92 forskellige løsninger på problemet, men kun 12 forskellige, hvis man fraregner løsninger som fremkommer ved drejninger eller spejlinger af andre løsninger.
Problemet med at anbringe n dronninger på et n × n bræt har været undersøgt af mange matematikere og er generelt løseligt for brætter af størrelse 4 × 4 og opefter.